# Помилки юності
«Помилки юності» — фільм 1978 року.

## Зміст
Після того, як Дмитро відслужив в армії, він вирішує випробувати себе на Півночі. Він вирушає працювати туди з рідного села, але розуміє зрештою, що життя, яке він веде, ті помилки, які на нього тиснуть — все це неправильно. Він не знає, як усе має бути, але невлаштованість і душевний неспокій постійно передаються від головного героя глядачеві.